# Pomnik Tadeusza Sygietyńskiego w Opocznie

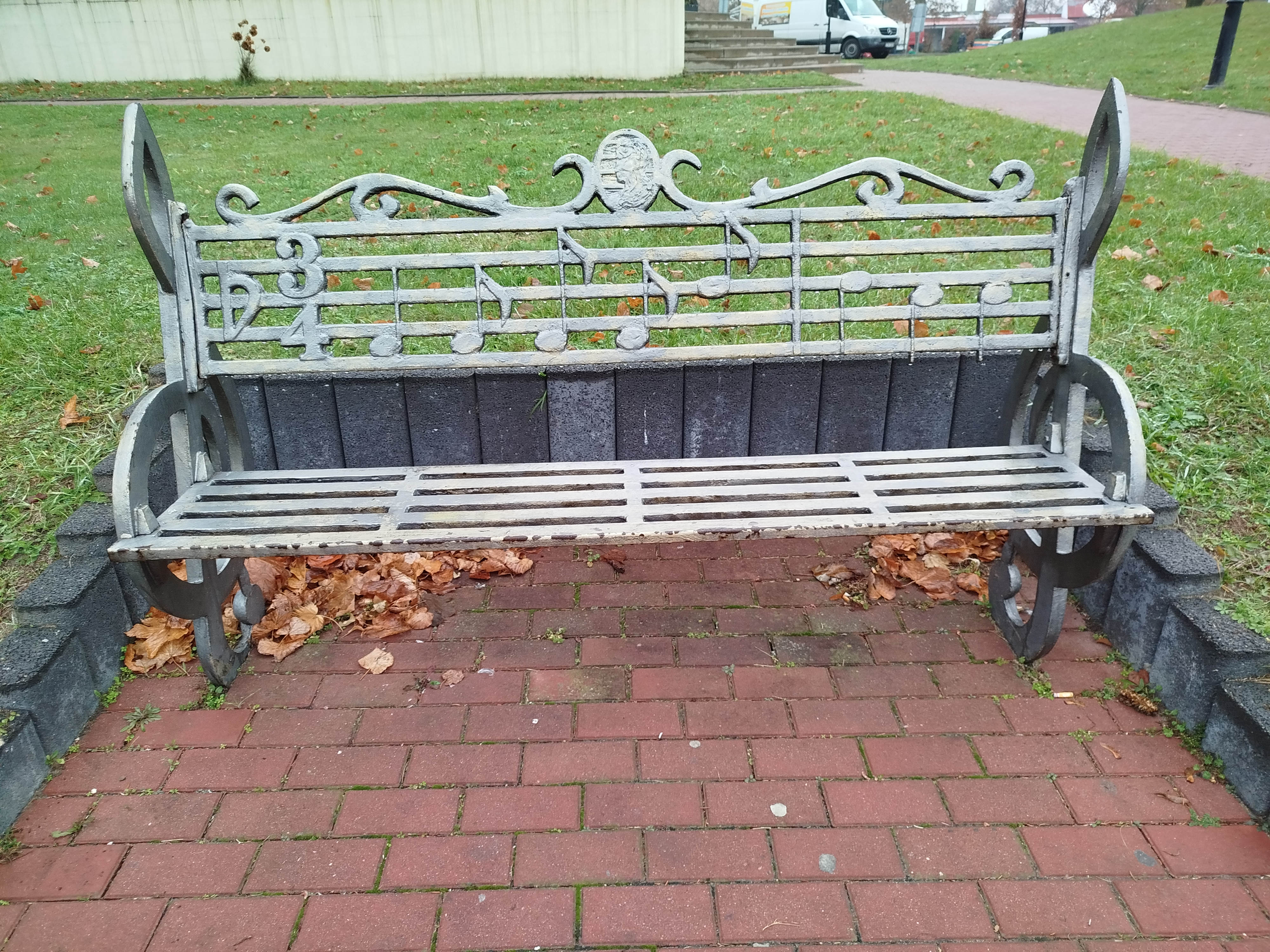
Ławeczka Tadeusza Sygietyńskiego w Opocznie

Pomnik Tadeusza Sygietyńskiego w Opocznie – posąg upamiętniający Tadeusza Sygietyńskiego – polskiego kompozytora, dyrygenta, pedagoga muzycznego, założyciela Państwowego Zespołu Ludowego Pieśni i Tańca „Mazowsze” oraz patrona Miejskiego Domu Kultury w Opocznie.
Pomnik ma formę żeliwnej rzeźby przedstawiającej naturalnych rozmiarów stojącą postać Tadeusza Sygietyńskiego. Pierwotnie w uniesionej prawej ręce postać trzymała batutę. Rzeźbę ustawiono na postumencie, na którym umieszczono napis „Tadeusz Sygietyński 1896–1955 kompozytor, pedagog muzyczny, założyciel Państwowego Zespołu Pieśni i Tańca Mazowsze”. 
Uroczystość odsłonięcia pomnika odbyła się 17 października 2014 r., w 35. rocznicę powstania Miejskiego Domu Kultury im. Tadeusza Sygietyńskiego w Opocznie. Inicjatorem i pomysłodawcą postawienia figury był MDK. Rzeźbę zaprojektowała i wykonała plastyczka, p. Lidia Stanek. 
Pomnik ustawiono przed głównym wejściem do MDK tuż obok odsłoniętej w 2009 r. „Ławeczki T. Sygietyńskiego”. W 2015 r. figurę zdemontowano, a po kilku miesiącach przeniesiono pod ścianę budynku, tuż przy wejściu do MDK.